# 旗津星空隧道

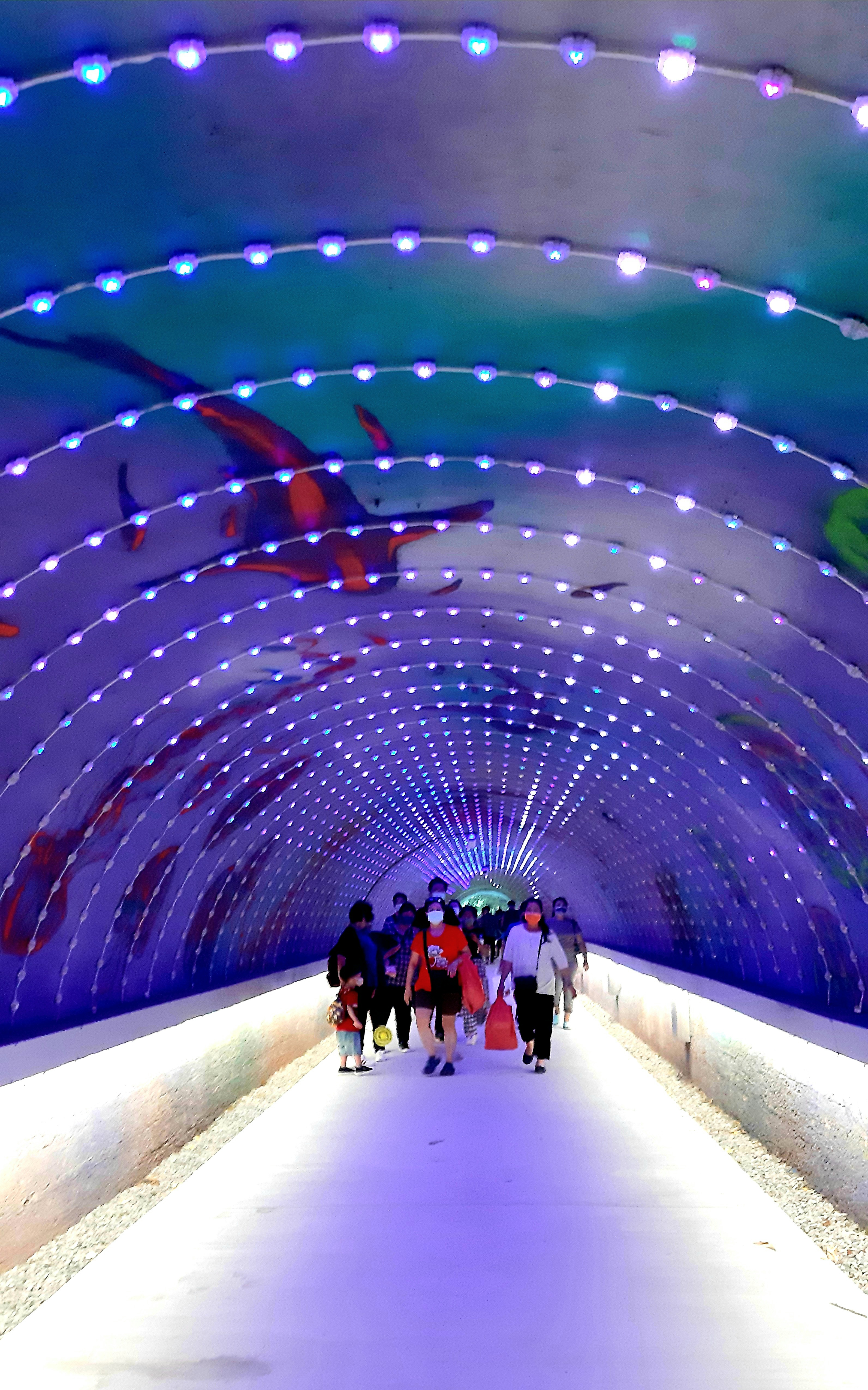
旗津隧道

旗津星空隧道位於高雄市旗津區，開鑿於台灣日治時期、穿透旗後山的旗津隧道原為一條軍事戰備隧道，古隧道於2005年整建，開闢成星空隧道供遊客及自行車族使用。隧道內由高雄市政府工務局舖設木頭棧道，內壁飾以十二星座的夜光彩繪及漂流木、蓄光石（夜光石頭）等素材並搭配洞中的海風。出了隧道口，即是旗後山下的旗津灣峽，在石灰岩璧下可見台灣海峽海景。星空隧道串連旗後燈塔、旗後砲台、珊瑚礁地形等觀光景點，適合步行或騎車。

## 來源
1. ↑  . 聯合新聞網. 2018-02-15  [2018-04-16]. （原始内容存档于2019-06-02） （中文）.
2. ↑  . 高雄旅遊網.   [2018-04-16] （中文）.[永久]
3. ↑  . 新頭殼 Newtalk. 2018-04-08  [2018-04-16]. （原始内容存档于2019-06-06） （中文）.